# La liceale seduce i professori
La liceale seduce i professori (A Liceal Seduz o Professor) é um filme italiano de 1979, dirigido por Mariano Laurenti. É o terceiro feito a partir de La liceale. 
O filme estreou em Portugal a 6 de Janeiro 1983.

## Sinopse
Para poder estudar tranquilamente, longe das distrações da cidade, Angela é enviada pelo pai para casa de seu tio na Puglia; o tio é director de um colégio e vítima predilecta das partidas dos alunos.

## Elenco
Gloria Guida - Angela Mancinelli
Lino Banfi - Prof. Pasquale La Ricchiuta
Carlo Sposito - Prof. Cacioppo
Alvaro Vitali - Salvatore Pinzarrone
Ninetto Davoli - Arturo
Lorraine De Selle - Fedora
Donatella Damiani - Irma